# Herbert Blomstedt
Herbert Blomstedt (Springfield, 11 luglio 1927) è un direttore d'orchestra svedese.

## Biografia
Due anni dopo la sua nascita i genitori decisero di far ritorno al loro paese d'origine, la Svezia. Studiò al conservatorio di Stoccolma e all'Università di Uppsala, proseguendo poi gli studi di musica contemporanea a Darmstadt nel 1949, di musica barocca con Paul Sacher alla Schola Cantorum Basiliensis, e quindi direzione d'orchestra con Igor Markevitch, Jean Morel alla Juilliard School, e Leonard Bernstein a Tanglewood al Berkshire Music Center.
Vinse il Koussevitzky Conducting Prize nel 1953 e la Salzburg Conducting Competition nel 1955.
Blomstedt è noto per le sue esecuzioni di musica tedesca e austriaca, e di compositori come Beethoven, Felix Mendelssohn, Franz Schubert, Anton Bruckner, Richard Strauss e Gustav Mahler, ma anche nordici come Edvard Grieg, Jean Sibelius e Carl Nielsen.
Appartenente alla Chiesa Avventista del Settimo Giorno, Blomstedt non fece mai prove il sabato, ma diede dei concerti in quanto non riteneva che questo fosse un lavoro.
Fu direttore principale della Norrköping Symphony Orchestra (1954-1962), Oslo Philharmonic Orchestra (1962-1968), Danish Radio Symphony (1967-1977) and Swedish Radio Symphony (1977-1982). Dal 1975 al 1985, fu direttore principale della Dresden Staatskapelle, con la quale realizzò diverse incisioni, di alcune oper di Richard Strauss e del ciclio completo delle sinfonie di Beethoven e Schubert.
Blomstedt fu direttore principale della San Francisco Symphony Orchestra dal 1985 al 1995. Diresse l'orchestra in regolari tournée in Europa ed Asia, e fece numerose incisioni per London/Decca, vincendo due Grammy Awards, un Gramophone Award ed un Grand Prix du Disque. Lasciata San Francisco, Blomstedt divenne direttore della North German Radio Symphony Orchestra (1996-1998) e della Gewandhausorchester (1998-2005).
Blomstedt è attualmente direttore onorario della San Francisco Symphony e della Bamberg Symphony, Danish National Symphony Orchestra, NHK Symphony, Swedish Radio Symphony e Leipzig Gewandhaus Orchestra.
Nel 1992 vince il Ditson Conductor's Award. Nel 2014 vince il premio Premio Schock Laureati in arti musicali.

## Discografia parziale
- Brahms, Sinf. n. 4/Raps. per contralto/Nänie/Canto del destino - Blomstedt/San Francisco SO/GOL, 1991 Decca
- Brahms: Symphony No. 3, Haydn Variations - Gewandhausorchester Leipzig/Herbert Blomstedt, 2008 Decca
- Bruckner: Symphony No. 9; Adagio from String Quintet in F - Gewandhausorchester Leipzig/Herbert Blomstedt, 1999 Decca
- Grieg, Peer Gynt/Conc. pf. - Kovacevich/Davis/Blomstedt, Decca
- Grieg, Peer Gynt/Conc. pf./Sinf. in do min. - Blomstedt/Mustonen/Andersen, 1988/1994 Decca
- Hindemith, Sinf. L'Armonia del mondo/Ottetto - Blomstedt/GOL/Wiener Oktett, 1997 Decca
- Hindemith: Orchestral Works - Gewandhausorchester Leipzig/Herbert Blomstedt/San Francisco Symphony, 2003 Decca
- Hindemith: Symphonie 'Mathis der Maler'/Trauermusik/Symphonic Metamorphosis, San Francisco Symphony/Herbert Blomstedt, 1988 Decca
- Mendelssohn: Piano Concertos Nos. 1 & 2 - Jean-Yves Thibaudet, 2001 Decca
- Nielsen, Sinf. n. 1-3/Maskerade/Aladdin - Blomstedt/San Francisco SO, 1991 Decca
- Nielsen: Symphonies Nos. 4-6, Little Suite, Hymnus Amoris - Herbert Blomstedt/San Francisco Symphony, 1999 Decca
- Orff: Carmina Burana - Herbert Blomstedt/San Francisco Symphony, 1991 Decca
- Schubert: Symphony No. 9 - Overture in C - San Francisco Symphony/Herbert Blomstedt, 1993 Decca
- Schubert: Symphonies Nos. 5 & 8 - Rosamunde Overture - San Francisco Symphony/Herbert Blomstedt, 1992 Decca
- Sibelius: The Symphonies - Herbert Blomstedt/San Francisco Symphony, 2006 Decca
- Strauss, R., Poemi sinfonici - Blomstedt/San Francisco SO, 1989 Decca
- Strauss, R.: Rosenkavalier Waltzes, Burleske - Gewandhausorchester Leipzig/Herbert Blomstedt/Jean-Yves Thibaudet, 2005 Decca
- Blomstedt, The San Francisco years (1985-1995) - San Francisco Symphony Orch., Decca
- Best of Sabine Meyer - Hans Vonk/Herbert Blomstedt/Staatskapelle Dresden, 2010 EMI